# Elfen Lied (Anime)
Elfen Lied (jap. エルフェンリート, Erufen Rīto) ist eine 13-teilige Anime-Fernsehserie, die auf dem von Lynn Okamoto geschriebenen und gezeichneten Manga Elfen Lied aufbaut. Es wurden jedoch nur etwa die ersten 71 Kapitel des Mangas umgesetzt, wobei sich der Anime mit fortgeschrittener Handlung immer weiter von seiner Vorlage entfernte und die Handlung mit einem angedeuteten offenen Ende abschließt. Er lässt sich in die Genre Dark Fantasy, Horror, Psychothriller, Etchi und Seinen einordnen.

## Szenario
Die Serie basiert auf dem fiktionalen Szenario, dass durch eine Mutation menschlicher Gene eine neue humanoide Spezies namens Diclonius (pl. Diclonii) (ディクロニウス, Dikuroniusu) entsteht. Diclonii unterscheiden sich von Menschen äußerlich nur durch zwei kleine Hörner, die ihnen auf dem Kopf wachsen. Darüber hinaus verfügen sie über telekinetische Kräfte, die als zusätzliche, unsichtbare Arme (sog. „Vektoren“) dargestellt werden. Diese Arme können aufgrund starker Schwingungen mühelos Körperteile oder andere Materialien durchtrennen und auch herumliegende Gegenstände als Projektile verwenden. Die Anzahl, Länge und Stärke dieser Arme variiert dabei sehr stark von Diclonius zu Diclonius.
Ein weiteres Charakteristikum der Diclonii ist die eingeschränkte Reproduktionsfähigkeit: Es wird hier unterschieden zwischen Diclonii und Silpeliten (Ein Silpelit ist ein von Menschen geborener Diclonius). Erstere verfügen über Fortpflanzungsorgane und können sich auch auf natürlichem Wege fortpflanzen. Silpeliten sind jedoch unfruchtbar, da ihnen die Fortpflanzungsorgane fehlen. Beide Arten sind in der Lage, einen Menschen mittels ihrer Vektoren mit einem Virus zu infizieren, der zur Folge hat, dass das nächste von der infizierten Person gezeugte Kind ebenfalls ein Silpelit wird. Es existieren nur wenige echte Diclonii, von denen Lucy der älteste ist. Der Zustand ist vergleichbar mit der Allopolyploidie.
Beide Arten – Diclonius und Silpelit – besitzen einen zusätzlichen Sinn, der es ihnen erlaubt, sich über eine größere Entfernung hinweg aufzuspüren. Zudem zeigen bereits junge Diclonii (etwa im Grundschulalter) die Fähigkeit, ihre Arme einzusetzen, die mit der Zeit aber noch länger werden und an Kraft gewinnen. Sie besitzen ein nur sehr geringes Schuldbewusstsein. Dies führt mitunter zu willkürlichen Morden an Menschen in ihrer Umgebung. Selbst die Beziehung zwischen dem Diclonius und seinen Eltern ist davon betroffen, wobei sie sehr genau den Unterschied zwischen ihren eigenen Eltern und einem Ersatz dieser erkennen. Während einige Diclonii ihren Eltern gegenüber eine tiefe Zuneigung zeigen und den Drang sie zu töten nicht verspüren, wird im Anime von Fällen berichtet, in denen ein Diclonius auch vor der Tötung seiner eigenen Eltern nicht zurückschreckt. Diesbezüglich wird die These aufgestellt, das Virus diene zur stetigen Zerstörung der Menschheit durch die neue Rasse der Diclonii.
Auch besitzen sowohl Diclonius und Silpelit eine multiple Persönlichkeit. So erwacht nach einer gewissen Zeit das „andere Ich“, welches ihnen befiehlt, sich ein eigenes Zuhause ohne Menschen zu schaffen. Diese Stimme tritt bei Lucy in Form ihrer Selbst in Bandagen auf und bei Nana in Form ihres Vaters.

## Handlung
In einer privaten Forschungsinstitution werden mindestens drei Diclonii, darunter auch Lucy, unter starken Sicherheitsvorkehrungen gefangen gehalten. Diese Einrichtung wird von der Regierung finanziert und hat die Aufgabe, alle neugeborenen Diclonius zu töten, da sie sich bereits im Kindesalter in „Killermaschinen“ verwandeln können. Die noch lebenden Diclonii werden in dem Labor für grausame Forschungen missbraucht, um mehr über die Eigenschaften der Diclonius herauszufinden und einen Weg zu finden, Betroffene von dem Virus zu heilen. Lucy gelingt es, nicht wie zuerst vermutet durch Unachtsamkeit des Personals, sondern, wie sich später herausstellt, dank der Hilfe von Professor Yu Kakuzawa, dem Sohn des Generaldirektors, aus dem Hochsicherheitslabor, das sich auf einer kleinen Insel befindet, zu fliehen. Auf dem Weg nach draußen tötet sie viele Menschen und stürzt schließlich, von einem Scharfschützengewehr eines Sicherheitsbeamten am Kopf getroffen, ins Meer.
Am nächsten Tag wird Lucy, die durch den Treffer eine Persönlichkeitsspaltung erlitt, am Strand von Kohta und Yuka, zwei Studenten, gefunden und mit nach Hause genommen. Die zweite Seite von Lucy ist harmlos und besitzt nicht einmal die Gabe zu sprechen, sie sagt immer nur „Nyu“, weshalb die Studenten sie Nyu nennen (später lernt sie auch andere Worte wie „Kohta“ oder spricht einfache Sätze).
Da Lucy nach den Ansichten des Forschungslabors gefährlich ist, setzen sie eine Spezialeinheit auf sie an, um sie zurückzubringen oder zu töten. Dies schlägt allerdings komplett fehl, weil die Soldaten nicht vollständig über die Fähigkeiten von Lucy aufgeklärt wurden. So rechnet insbesondere der Soldat Bando nicht mit den in ihr verborgenen Fähigkeiten, als er Lucy im Bewusstseinszustand von Nyu traktiert. Durch die Schmerzen wieder in Lucy verwandelt, tötet sie seinen Kameraden und richtet auch ihn schwer zu, bevor sie sich, durch eine Erinnerung zurückgeholt, wieder in Nyu verwandelt.
Nachdem der erste Versuch ein Debakel war, bekommt der gehorsame Diclonius Nana (oder auch „Nummer 7“) vom untergeordneten Leiter der Forschungsanstalt Kurama den Auftrag, Lucy gefangen zu nehmen. Als es zum Kampf kommt, ist Nana zunächst im Vorteil, da ihre Vektoren eine größere Reichweite haben. Doch in einem Moment der Ablenkung, der durch Mayu verursacht wird, gewinnt Lucy die Oberhand. Sie trennt Nana alle vier Gliedmaßen ab und flüchtet schließlich, als die informierten Soldaten und Wissenschaftler als Verstärkung anrücken.
Nach diesem weiteren Fehlschlag sollte Nana eigentlich getötet werden, da sie nun keinen Nutzen mehr hat, doch Kurama, welchen Nana für ihren Vater hält, schafft es, ihr künstliche Gliedmaßen zu beschaffen und ihr mit einer Menge Geld, mit dem sie jedoch nicht umgehen kann, zur Flucht zu verhelfen. Nana wird später von Mayu, die bei Kohta und Yuka Zuflucht fand und später zu Nana ein enges Verhältnis aufbaut, gefunden und nach diversen anfänglichen Problemen in die „Familie“ integriert.
Da alles nichts hilft, schicken die Forscher Mariko als ihre ultimative Waffe, um Lucy endgültig zu vernichten. Mariko, die echte Tochter von Kurama, ist ein so genannter „Super-Silpelit“ mit 26 (anstatt der üblichen 4) Vektoren, die eine Reichweite von über 11 Metern haben. Tatsächlich unterliegt Lucy und verliert eines ihrer Hörner. Doch Mariko wird, bevor sie Lucy exekutieren kann, von Kurama aus dem Kampf geholt und beide sterben auf Kuramas Bitte hin durch Sprengsätze, die als Vorsichtsmaßnahme in Marikos Körper implantiert wurden.
Lucy berichtet Kohta daraufhin ihre Mission, die Menschheit durch die Diclonius zu ersetzen und was es mit all dem auf sich hat. Sie erzählt ihm ebenfalls, dass sie als Kind seine Schwester und seinen Vater umgebracht hat und bittet ihn um Vergebung. Nun kehrt auch Kohtas Gedächtnis an seine Kindheit zurück. Er verzeiht ihr zwar nicht den Mord an seiner Schwester und seinem Vater, jedoch gesteht er ihr seine Liebe zu Nyu und der jungen Lucy. Nach einem abschließenden Kuss tritt Lucy vor die verbleibenden Soldaten. Die Kamera schwenkt nach oben und man sieht zwei ihrer Vektoren in die Höhe schießen. Unter starken Beschuss stehend sieht der Zuschauer ihr zweites, verbleibendes Horn blutend und abgetrennt durch die Luft fliegen.
Am Ende des Animes kommt es zu einer Szene, die viele Vermutungen zum wahren Verbleib von Lucy hervorbrachte. So wird der wieder eingekehrte normale Alltag im Haus von Yuka gezeigt, bis eine Person an der Tür klingelt. Zugleich fängt die Wanduhr, die Nyu vergeblich versuchte wieder zum Laufen zu bringen, an zu schlagen und auch die Spieluhr aus Lucys Kindheit ist zu hören. Was letztlich bleibt ist noch ein Schatten vor der Tür, der in etwa der Figur von Lucy entspricht. Genau an dieser Stelle endet Elfen Lied und lässt die Frage danach offen, wer nun wirklich vor der Tür steht und was aus Lucy geworden ist.

## Figuren
Der Anime greift im Wesentlichen auf die gleichen Figuren wie im Manga zurück. Es fehlen jedoch einige der Figuren, die zur Reduzierung der Komplexität herausgelassen wurden. Aber auch erst später in der Handlung des Mangas vorgestellte Charaktere wurden ignoriert, da sie in den Szenen, die der Anime behandelt, keine tragende Rolle übernahmen.
Im Zentrum der Geschehnisse stehen der weibliche Diclonius Lucy/Nyu und der gewöhnliche Schüler Kohta. In der Vorgeschichte lernten sie sich durch ein zufälliges Aufeinandertreffen kennen und wurden Freunde, da Kohtas freundliche und nicht ablehnende Worte sie aufmunterten. So empfand er ihre Hörner nicht etwa abschreckend, sondern konnte sich sogar für diese begeistern, was Lucy dazu veranlasste, ihre dunkle Seite zu unterdrücken. Diese noch nicht sehr tief verwurzelte Beziehung wurde jedoch durch eine Notlüge Kohtas erschüttert, als er mit Yuka ein Fest besuchte, obwohl er Lucy versprochen hatte, dass er mit einem männlichen Familienmitglied (seinem Cousin) gehen würde. Davon schockiert gewann erneut Lucys mörderische Natur die Oberhand und sie tötete zunächst viele Besucher des Festes sowie anschließend den Vater und die Schwester von Kohta vor seinen Augen. Unter Schock stehend verdrängte Kohta jegliche Erinnerung an den Vorfall.
Außerhalb dieses Beziehungsdreiecks zwischen Lucy/Nyu, Yuka und Kohta, welches immer wieder von gegenseitigem Neid und Eifersucht geprägt ist, entwickelte der noch junge Diclonius Nana eine sehr enge Beziehung zu dem Wissenschaftler Kurama. Sie redete sich ein, dass er ihr Vater sei und ist davon besessen, ihn nicht enttäuschen zu wollen, obwohl sie zuvor in den Laboratorien unter seiner Aufsicht misshandelt wurde. Seine wahre Tochter ist jedoch Mariko, ein sehr mordlüsterner Diclonius, die im Gegensatz zu Nana kein Problem damit hat, Menschen zu töten und entsprechend verwahrt wurde. Allgemein ist die Serie von sehr vielen Dreiecksbeziehungen zwischen den Charakteren geprägt.
Während der Haupthandlung finden Kohta und Yuka die obdachlose, von ihrem Stiefvater missbrauchte und ihrer Mutter geschlagene Mayu auf. Sie wird von den beiden adoptiert und wird so unfreiwillig in die Geschehnisse mit hineingezogen. Ihr gelingt es, eine gute Beziehung zu Nana aufzubauen. Nachdem Nana bei dem Versuch, Lucy einzufangen, alle Gliedmaßen verliert, ist es letztlich Mayu zu verdanken, dass sich Lucy und Nana nicht gegenseitig töten. Seitdem wurde Nana von Kurama mit Prothesen ausgestattet, die sie mit Hilfe ihrer Vektoren kontrolliert. Besondere Beachtung findet Nana in der später veröffentlichten OVA-Folge, die sich besonders auf ihre naive Weltanschauung und dem teilweise ungeschickten Umgang mit ihren Prothesen konzentriert. Ihre bemitleidenswerte Situation wurde so beispielsweise in dem sarkastischen, von Daniel Kim gezeichneten Web-Comic-Strip Nana’s Everyday Life aufgegriffen.

## Entstehung und Veröffentlichungen

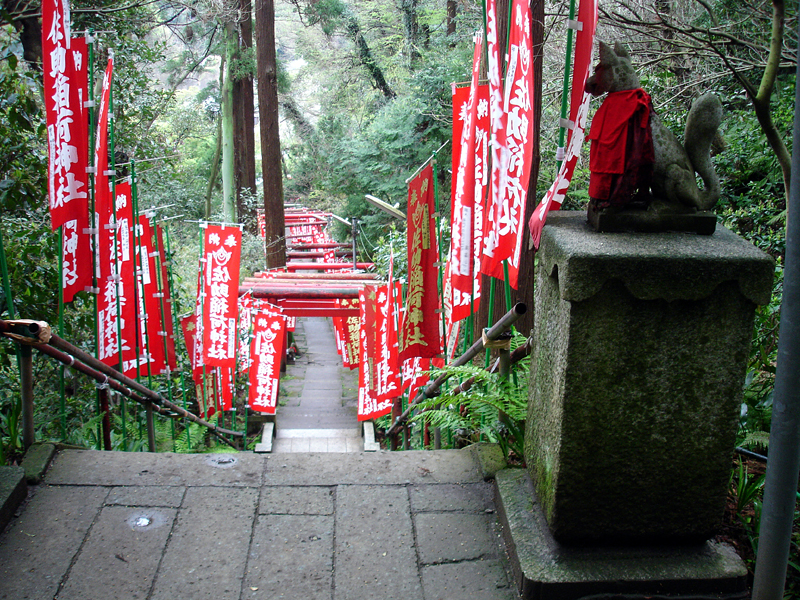
In Elfen Lied wurden verschiedene, real existierende Orte als Vorlage für mehrere Szenen verwendet, wie zum Beispiel der Sasuke-Inari-Schrein in Kamakura

Der 13 Episoden lange Anime von Studio Arms umfasst die Handlung der ersten 6 Ausgaben (bis Kapitel 60) und einige Teile der 7. Ausgabe des Mangas. Auch im Anime sind nackte Haut, abgetrennte Körperteile und Blut keine Seltenheit. Dennoch ist die Darstellung dieser Brutalität etwas zurückhaltender und verzichtet auf die besonders im Manga vorherrschende psychische Gewalt. Der Anime wurde 2004 das erste Mal im japanischen Fernsehen gezeigt.
Die Serie wurde zwischen 21. Oktober 2004 und 21. April 2005 auf 7 DVDs veröffentlicht. Auf der letzten befand sich zusätzlich eine 24 Minuten dauernde weitere Episode. Inhaltlich liegt diese innerhalb oder zwischen der 10. und der 11. Folge und beschäftigt sich hauptsächlich mit den Problemen Nanas, ein normales Leben zu führen, zeigt aber auch eine Rückblende der Gefangennahme von Lucy, welche vor ihrem Ausbruch in der ersten Folge stattfindet.
Die deutschsprachige Erstveröffentlichung von Elfen Lied erschien bei ADV Films. Die FSK der ersten DVD lag ursprünglich bei 18 Jahren, wurde aber nach einer Neuprüfung auf 16 Jahre heruntergestuft. Die weiteren DVDs tragen seit Veröffentlichung die Altersfreigabe FSK 16. ADV-Films brachte die Serie 2008 in Kinos der UCI-Kinowelt in Teilen mit vier oder fünf Folgen. Am 24. April 2015 erfolgte bei KSM eine auf 2000 Exemplare limitierte Blu-ray-Veröffentlichung.

### Kunst

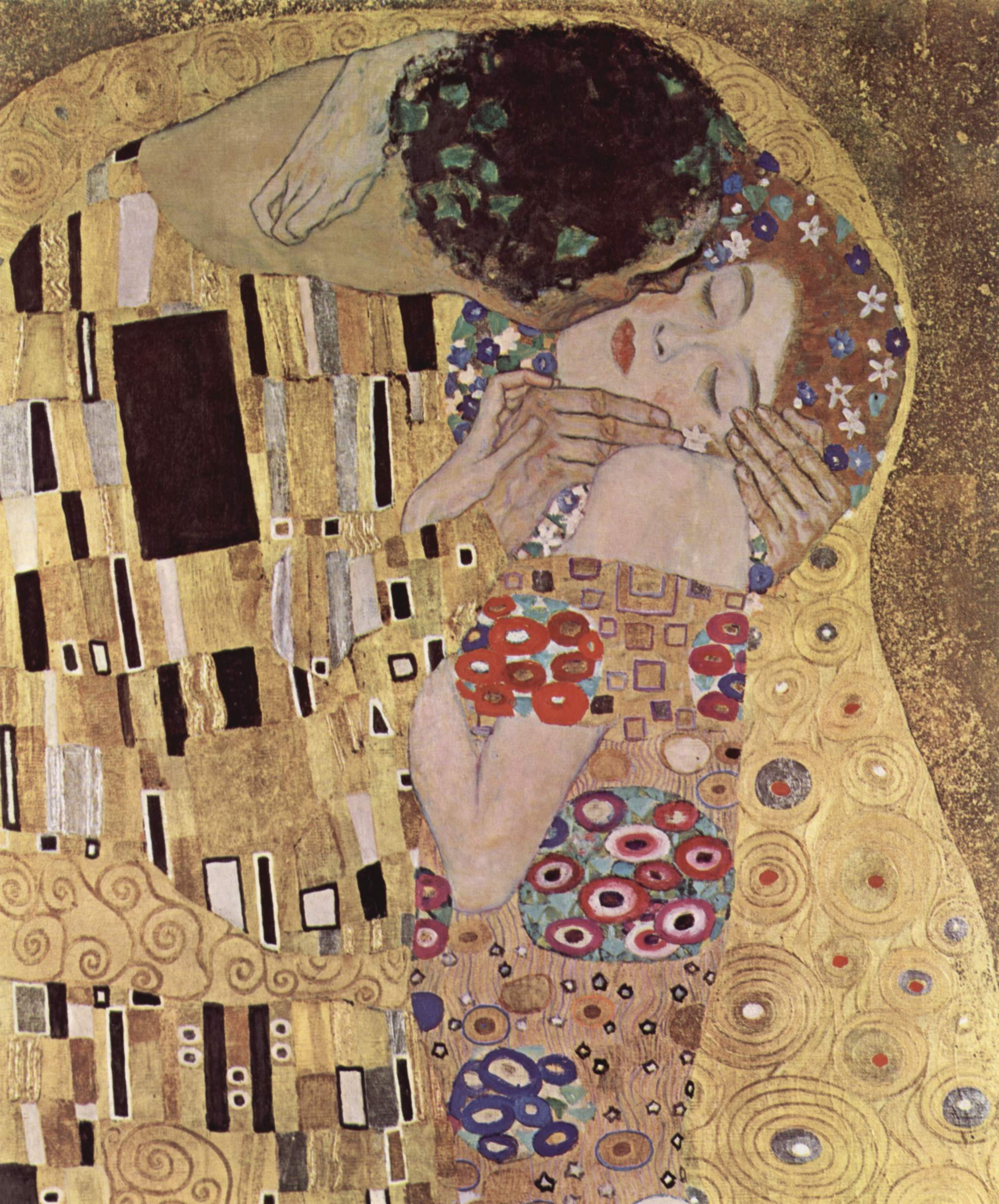
Der Kuss von Gustav Klimt

Neben der Musik sind die Zeichnungen, welche im Vor- und Abspann des Anime vorkommen, beachtenswert: Diese Bilder sind wie in Regisseur Kambes späteren Anime Sound of the Sky einigen der berühmtesten Gemälde Gustav Klimts nachempfunden, darunter zum Beispiel Danaë und Der Kuss aus dem Jahre 1907/08, sowie Figuren aus dem Beethovenfries, welche als Anime-Version umgesetzt wurden.

### Musik
Das Lied im Vorspann mit dem Namen Lilium basiert auf verschiedenen lateinischen Passagen aus der Bibel, dem Text der gregorianischen Sequenz Ave mundi spes Maria (dt. „Sei gegrüßt, Maria, du Hoffnung der Welt“) und einigen griechischen Wörtern aus dem Text der Heiligen Messe. So beginnt das Stück mit einem Vers aus dem Buch der Psalmen und wird mit einem unvollständigen Vers aus dem Brief des Jakobus fortgeführt. Kohta besitzt eine Spieluhr mit dieser Melodie.

“Os justi meditabitur sapientiam, et lingua ejus loquetur judicium.”

„Der Mund des Gerechten bewegt Worte der Weisheit und seine Zunge redet, was recht ist.“

“Beatus vir qui suffert tentationem : quoniam cum probatus fuerit, accipiet coronam vitæ (, quam repromisit Deus diligentibus se).”

„Glücklich der Mann, der in der Versuchung standhält. Denn wenn er sich bewährt, wird er den Kranz des Lebens erhalten (, der denen verheißen ist, die Gott lieben).“

Es wurde fälschlicherweise „quonicum cum“ statt „quoniam cum“ gesungen und auch auf der Verpackung der DVD abgedruckt.
Der nächste Vers des Liedes „Kyrie, ignis divine, eleison“ (Übersetzung: Herr, göttliches Feuer, erbarme dich) ist ein gekürztes Zitat aus „Kyrie, fons bonitatis“. Weitergeführt wird dieser Satz mit einigen Ausschnitten aus „Ave mundi spes Maria“.

“O quam sancta, quam serena, quam benigna, quam amoena (esse virgo creditur!)”

„O wie heilig, wie heiter, wie gütig, wie lieblich, (glaubt man, dass diese Jungfrau ist!)“

“O castitatis lilium, (tuum precare filium, qui salus est humilium:)”

„O Lilie der Reinheit, (leg Fürbitte ein bei deinem Sohn, der das Heil der Unwürdigen/Sünder ist.)“

Diese Textzusammenstellung und die zugehörige Melodie stammen von Kayo Konishi und Yukio Kondō.
Der Abspann Be Your Girl wurde von Chieco Kawabe gesungen.

### Synchronsprecher
Die Serie wurde in Berlin bei Deutsche Synchron Film GmbH synchronisiert. Der Dialogbuch schrieb Stefan Wellner, der zusammen mit Matthias Müntefering die Dialogregie führte.
Die Namen aller Figuren und ihrer Synchronsprecher sind in westlicher Reihenfolge angegeben (Vorname, Familienname).
| Rolle                 | Japanische Synchronsprecher (Seiyū) | Deutsche Synchronsprecher |
| --------------------- | ----------------------------------- | ------------------------- |
| Lucy/Nyu              | Sanae Kobayashi                     | Samia Little Elk          |
| Kohta                 | Chihiro Suzuki                      | Jesco Wirthgen            |
| Yuka                  | Mamiko Noto                         | Julia Kaufmann            |
| Mayu                  | Emiko Hagiwara                      | Kathrin Neusser           |
| Nana                  | Yuki Matsuoka                       | Rubina Kuraoka            |
| Bandou                | Jouji Nakata                        | Gerald Paradies           |
| Kurama                | Osamu Hosoi                         | Erich Räuker              |
| Professor Kakuzawa Yu | Hiroaki Hirata                      | Engelbert von Nordhausen  |
| Mariko                | Tomoko Kawakami                     | Jennifer Weiß             |
| Kanae                 | Maria Yamamoto                      | Julia Meynen              |

## Episoden
Eine Besonderheit des Anime ist es, dass auch in Japan und anderen Ländern alle Episoden in deutscher Sprache betitelt wurden.
| Folge     | Deutscher Titel     | Japanischer Titel |
| --------- | ------------------- | --- |
| 01        | Begegnung           | 邂逅 (kaikō) |
| 02        | Vernichtung         | 掃討 (sōtō) |
| 03        | Im Innersten        | 胸裡 (kyōri) |
| 04        | Aufeinandertreffen  | 触撃 (shokugeki) |
| 05        | Empfang             | 落掌 (rakushō) |
| 06        | Herzenswärme        | 衷情 (chūjō) |
| 07        | Zufällige Begegnung | 際会 (saikai) |
| 08        | Beginn              | 嚆矢 (kōshi) |
| 09        | Schöne Erinnerung   | 追憶 (tsuioku) |
| 10        | Säugling            | 嬰児 (eiji) |
| 10.5 (14) | Regenschauer        | 通り雨にて 或いは、少女はいかにしてその心情に至ったか? (tōriame ni te arui wa, shōjo wa ikani shite sono shinjō ni itatta ka?, zu dt.: Regenschauer, oder, wie erkannte das Mädchen ihre Gefühle?) |
| 11        | Vermischung         | 錯綜 (sakusō) |
| 12        | Taumeln             | 泥濘 (deinei) |
| 13        | Erleuchtung         | 不還 (fugen) |

## Rezeption
Nach Angaben von ADV Films gehörte Elfen Lied im Jahr 2005 zu den am besten verkauften Animetiteln. Die New York Times sieht die Brutalität und die sexuelle Provokation, die von den „kleinen Mädchen“ ausgeht, als besonderen Anreiz für den Kauf an und vermag einen neuen Trend zu erkennen. Bei den erstmals durchgeführten American Anime Awards 2007 wurde Elfen Lied für die beste Kurzserie (englisch Best Short Series) nominiert, musste sich aber im Finale FLCL geschlagen geben.

### Kritiken
Der Anime wurde von vielen Kritikern als ein Extrem eingestuft, da bereits die 7½-minütige Einleitung vor allem durch Nacktheit (Fanservice) und Brutalität herausstechen soll. Sie rieten oft dazu, dass zart besaitete Personen diesen Anime meiden sollten, da selbst Kinder zu Opfern teils extremer physischer und psychischer Gewalt werden.
Trotz der drastischen Unterschiede zwischen absolut niedlichen, humorvollen Inhalten und dem stetigen Druck, der von der Brutalität, im physischen als auch psychischen Sinne, ausgeht, sei den Produzenten eine gute Gratwanderung zwischen diesen Extremen gelungen. Thema der Serie sei dabei gerade der Kontrast zwischen niedlich und grausam. Dabei würden bekannte Serien wie Chobits und Love Hina zitiert und deren Klischees dabei im Gegensatz zur Grausamkeit der Handlung gesetzt. Es werde mit den Erwartungen des Zuschauers gespielt. Die Charaktere seien komplex und sehr differenziert, häufig wegen ihrer Vergangenheit.
In den Kritiken wurde der Zeichenstil der Animeserie, vor allem die Qualität der stimmungsvollen Hintergründe, als sehr gut und zur Situation passend empfunden. Auch die Darstellung der Figuren und die sprachliche Leistung der Seiyū wurden häufig als sehr gut oder brillant hervorgehoben.
So kamen Kritiker auch zu dem Schluss, dass Elfen Lied einer der wenigen Titel sei, der sich fest in den Erinnerungen des Betrachters festsetzt.

“Elfen Lied is an impact title, one of those rare anime which makes such a strong impression that it will, for better or worse, linger in your mind long after you've first seen it.”

„Elfen Lied ist ein einschlagender Titel, einer jener seltenen Anime, die wohl oder übel einen so starken Eindruck hinterlassen, dass sie lange nachdem man sie zum ersten Mal gesehen hat, noch im Gedächtnis haftenbleiben.“